# Bulbophyllum conchophyllum
Bulbophyllum conchophyllum là một loài phong lan thuộc chi Bulbophyllum.